# Jaroslav Pekelský

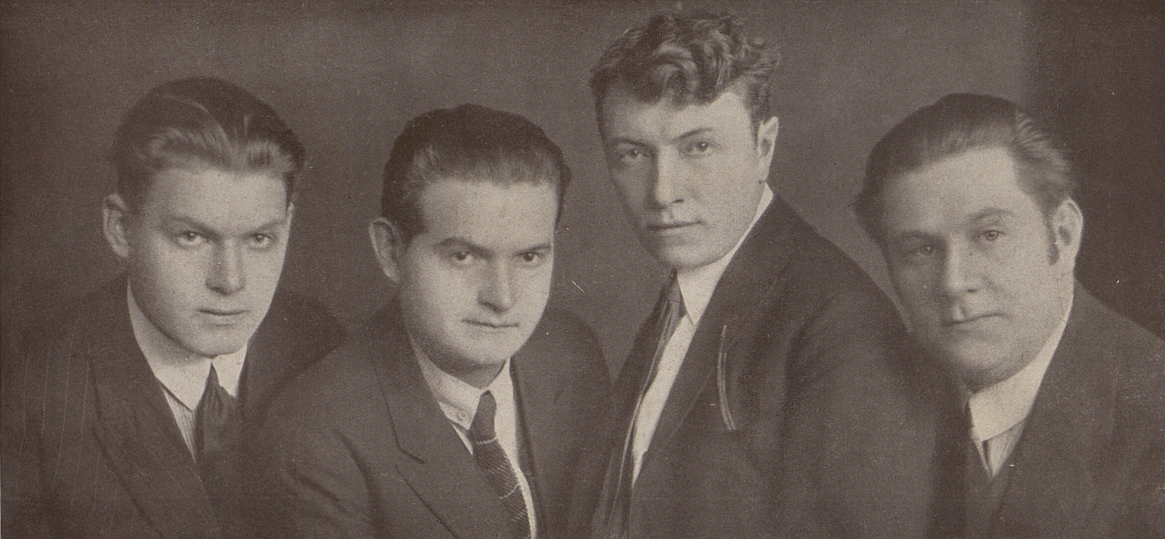
Ondříčkovo kvarteto kolem roku 1926 (zleva: Jaroslav Pekelský, Kamil Vyskočil, Vincenc Zahradník, Bedřich Jaroš)

Jaroslav Pekelský (22. ledna 1898 Sobotka – 12. ledna 1978 Praha) byl český houslista, hudební skladatel a pedagog, politický vězeň Nacistického Německa. Byl spoluzakladatelem tzv. Ondříčkova kvarteta.

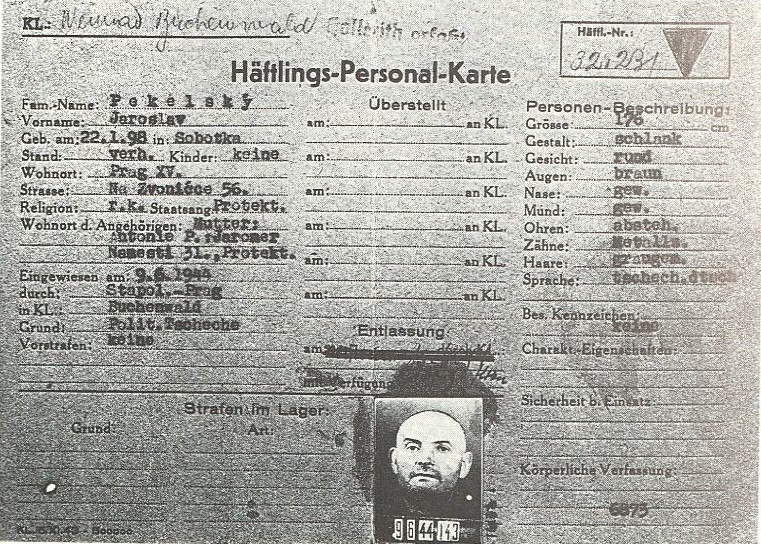
Vězeňská karta J. Pekelného v koncentračním táboře Buchenwald (1944)

## Život
Narodil se v Sobotce v severovýchodních Čechách. Vystudoval hru na housle na pražské Akademii múzických umění v Praze (AMU) a poté zde zůstal učit, mezi jeho studenty patřili např. Václav Snítil, Bohuslav Matoušek a Josef Vlach. V roce 1921 založil s dalšími absolventy smyčcový kvartet, který v následujícím roce uvedl „Kvartet a moll“ Františka Ondříčka a se svolením skladatele byl nadále nazýván Ondříčkův kvartet. Pekelský nejprve zastával pozici hráče prvních houslí, v roce 1932 se pak přesunul na pozici druhých houslí. Od roku 1924 kvarteto koncertovalo též v zahraničí, v letech 1927 až 1954 se pravidelně (částečně vyjma období německé okupace Československa) se svým širokým repertoárem objevovalo ve vysílání Českého radiojournalu. V roce 1932 skupinu vyučoval Josef Suk starší ve stylu koncepce svého Českého kvarteta.
Za německé okupace Československa byl vězněn v pankrácké věznici. V roce 1944 byl poté téměř tři měsíce vězněn v Malé pevnosti Terezín. Po převozu do koncentračního tábora Buchenwald převzal funkci sbormistra vězeňského souboru České smyčcové kvarteto. 
Po osvobození Československa opět vystupoval s Ondříčkovým kvartetem. Soubor byl následně rozpuštěn roku 1958.
Jaroslav Pekelský zemřel 12. ledna 1978 v Praze ve věku 79 let.

## Skladby (výběr)
- Balada pro violoncello, a klavír. Praha: Neubert, 1924.
- Á la Gavotte / Pro house s průvodem klavíru. Praha: Neubert, 1924.